# فيروس إصفرار البنجر
 فيروس إصفرار البنجر (بالإنجليزية: Beet yellows virus (BYV))‏ هو أحد الفيروسات النباتية. ينتمي إلى جنس فيروس (بالإنجليزية: Closterovirus)‏ من فصيلة (باللاتينية: Closteroviridae).